# Công viên Lê-nin

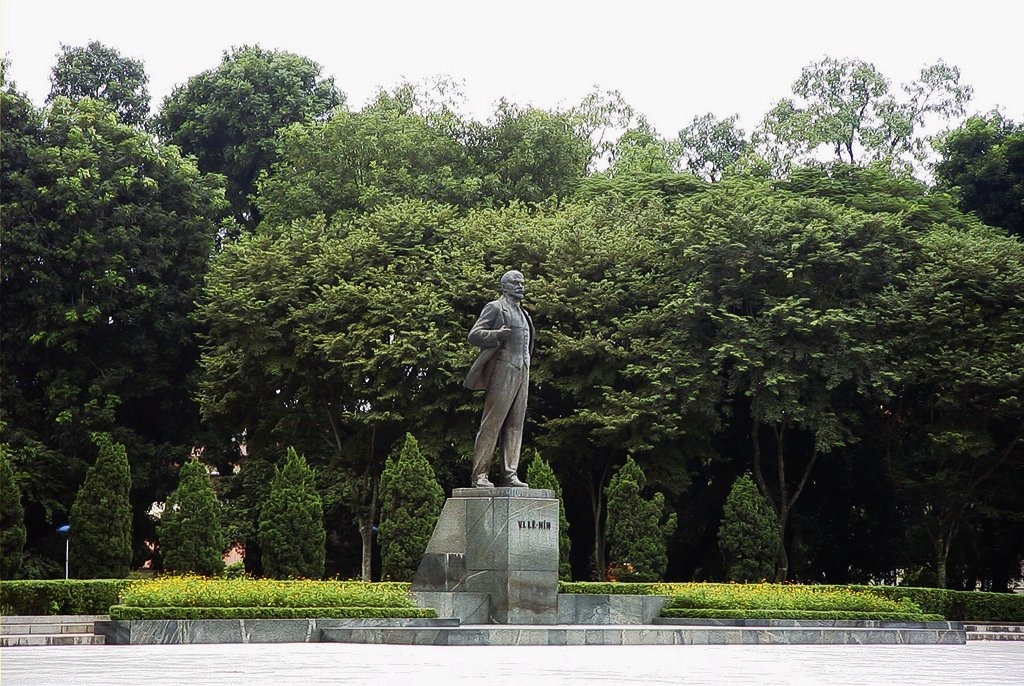
Công viên và Tượng đài Lê Nin

Bài này viết về công viên Lê-nin hiện nay của Hà Nội, vốn là vườn hoa Chi Lăng. Để đọc về công viên Lê-nin cũ, xem bài công viên Thống Nhất
Công viên Lê-nin (trước đây là vườn hoa Chi Lăng) là một công viên mang tên Lê Nin nằm đối diện với Bảo tàng Lịch sử Quân sự Việt Nam tại thủ đô Hà Nội. Nó nằm trên mặt phố Điện Biên Phủ, Trần Phú và Hoàng Diệu. Khuôn viên của công viên có hình tam giác, với tổng diện tích là 17.183 m², trong đó bao gồm quần thể kiến trúc tượng đài Lê Nin.

## Lịch sử
Công viên Lê-nin trước đây được gọi là vườn hoa Chi Lăng. Trong dân gian, người Hà Nội vẫn thường gọi đây là vườn hoa Canh Nông, do người Pháp xây dựng vào thời Pháp thuộc và đặt tên vậy vì ở đó từng có một bức tượng hình người nông dân kéo cày.
Đến ngày 7 tháng 10 năm 2003 vườn hoa Chi Lăng được gắn biển, đổi tên thành Công viên V.I Lê Nin.
Trước khi vườn hoa Chi Lăng đổi tên, tên gọi Công viên Lê-nin đã được dùng cho Công viên Thống Nhất hiện nay. Sau ngày 7 tháng 10 năm 2003, Công viên Thống Nhất được khôi phục tên cũ.

## Hình ảnh

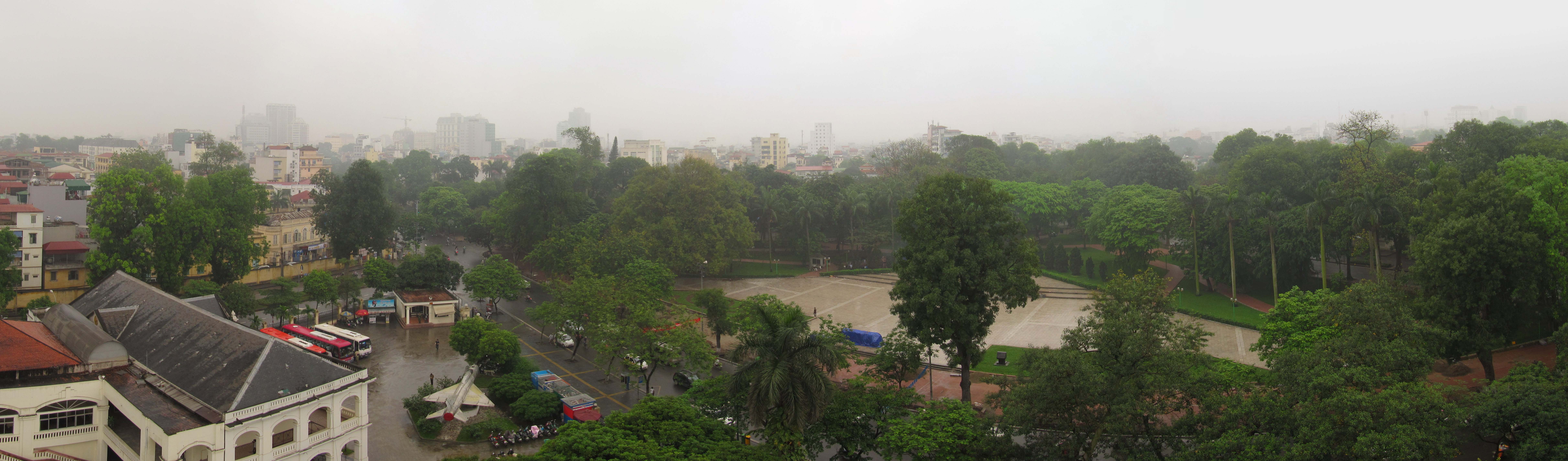
Toàn cảnh Công viên Lê-nin nhìn từ Cột cờ Hà Nội.